# جيم بينتون (كاتب)
جيم بينتون (بالإنجليزية: Jim Benton)‏ هو كاتب للأطفال وكاتب أمريكي، ولد في 31 أكتوبر 1960.

## وصلات خارجية
- الموقع الرسمي